# Гусаров, Геннадий Александрович
Генна́дий Алекса́ндрович Гуса́ров (11 марта 1937, Москва — 2 июня 2014, Москва) — советский футболист, тренер. Играл на позициях нападающего и полузащитника. Заслуженный мастер спорта (2007).

## Биография
Начинал играть в юношеской команде ЦДСА (1951—1955). Первый тренер — И. П. Пономарёв. Затем играл в командах ФШМ при центральном стадионе имени В. И. Ленина (1955—1957), откуда перешёл в команду мастеров «Торпедо». Играя за «Торпедо», Гусаров окончил Московский авиационный институт в 1962 году. Состоял в ВЛКСМ.
На поле отличался организаторскими способностями, техникой, хорошо читал игру. Вместе с ним на поле выходили Эдуард Стрельцов, Валентин Иванов, Валерий Воронин, Слава Метревели, Виктор Шустиков и многие другие.
В связи с увольнением из «Торпедо» его любимого тренера Виктора Маслова и спадом в игре команды, в 1963 году перешёл в московское «Динамо», сменив амплуа с нападающего на полузащитника. На новой позиции освоился быстро и стал плеймейкером команды. В середине 1960-х наряду с Владимиром Дудко и Валерием Масловым стал оплотом полузащиты москвичей.
Завершил карьеру в Барнауле, играя за местное «Динамо» с 1969 по 1971 год. Поступил в Барнаульский государственный педагогический университет на факультет физического воспитания, который окончил в 1973 году, после чего перешёл на тренерскую работу: сначала в «Динамо» Брянск (1974), затем вернулся в столичное «Динамо», воспитывать молодёжь (1975—1981). С 1982 года стал старшим тренером СДЮШОР «Динамо» Москва, воспитав многих известных футболистов: Сергея Овчинникова, Льва Березнера, Владимира Долбоносова (младшего), Андрея Дятеля и других.
В последние годы работал в динамовском клубе, в подразделении, отвечающем за ветеранов.
Похоронен в Москве на Головинском кладбище.

## Достижения
- Чемпион СССР 1960 и 1963 годов.
- Серебряный призёр чемпионата СССР 1961 и 1967 годов.
- Обладатель Кубка СССР 1959/60 и 1966/67 годов.
- Финалист Кубка СССР 1961 года.
- Финалист чемпионата Европы 1964 года
- Член клуба Григория Федотова (113 мячей).
- В списках 33 лучших футболистов сезона в СССР (6): № 2 — 1958, 1960, 1961, 1962, 1967; № 3 — 1963
- Лучший бомбардир чемпионата СССР 1960 и 1961 годов.

## Карьера игрока
| Год       | Клуб             | Игр | Мячей |
| --------- | ---------------- | --- | ----- |
| 1957      | Торпедо          | 10  | 2     |
| 1958      | Торпедо          | 21  | 13    |
| 1959      | Торпедо          | 13  | 4     |
| 1960      | Торпедо          | 27  | 12    |
| 1961      | Торпедо          | 29  | 22    |
| 1962      | Торпедо          | 23  | 15    |
| 1963      | Динамо (Москва)  | 18  | 8     |
| 1964      | Динамо (Москва)  | 12  | 1     |
| 1965      | Динамо (Москва)  | 29  | 6     |
| 1966      | Динамо (Москва)  | 15  | 1     |
| 1967      | Динамо (Москва)  | 32  | 7     |
| 1968      | Динамо (Москва)  | 19  | 2     |
| 1969      | Динамо (Барнаул) | 21  | 4     |
| 1970      | Динамо (Барнаул) | 36  | 8     |
| 1971      | Динамо (Барнаул) | 18  | 3     |
| Сборная   |                  |     |       |
| 1961—1964 | Сборная СССР     | 11  | 4     |

## Карьера тренера
- Начальник команды «Динамо» Брянск (1974).
- Тренер детских и юношеских команд «Динамо» Москва (1969, 1972—1973, 1975—1981).
- Тренер и старший тренер СДЮШОР «Динамо» Москва (с 1982).